# Веселин Дашин
Веселин Михайлов Дашин е български юрист, журналист и политически деец от БКП.

## Биография
Роден е на 24 април 1920 г. в Самоков. Баща му Михаил Дашин е кмет на Самоков в периода 1919 – 1921 г., впоследствие убит. По време на Втората световна война е арестуван за комунистическа дейност и лежи в затвора. Завършва право. Работи като журналист. Главен редактор на сп. „Българо-съветска дружба“. Част е от групата на Никола Куфарджиев, която изпраща писмо до ЦК на БКП, критикувайки политиката и репресиите на Тодор Живков и неговите подчинени. В резултат на това е лишен от софийско жителство и заедно със семейството си е интерниран в русенското село Мечка. Лишен е от правото да упражнява юридическата си професия. Умира през 1977 г.